# Johann Tetzel

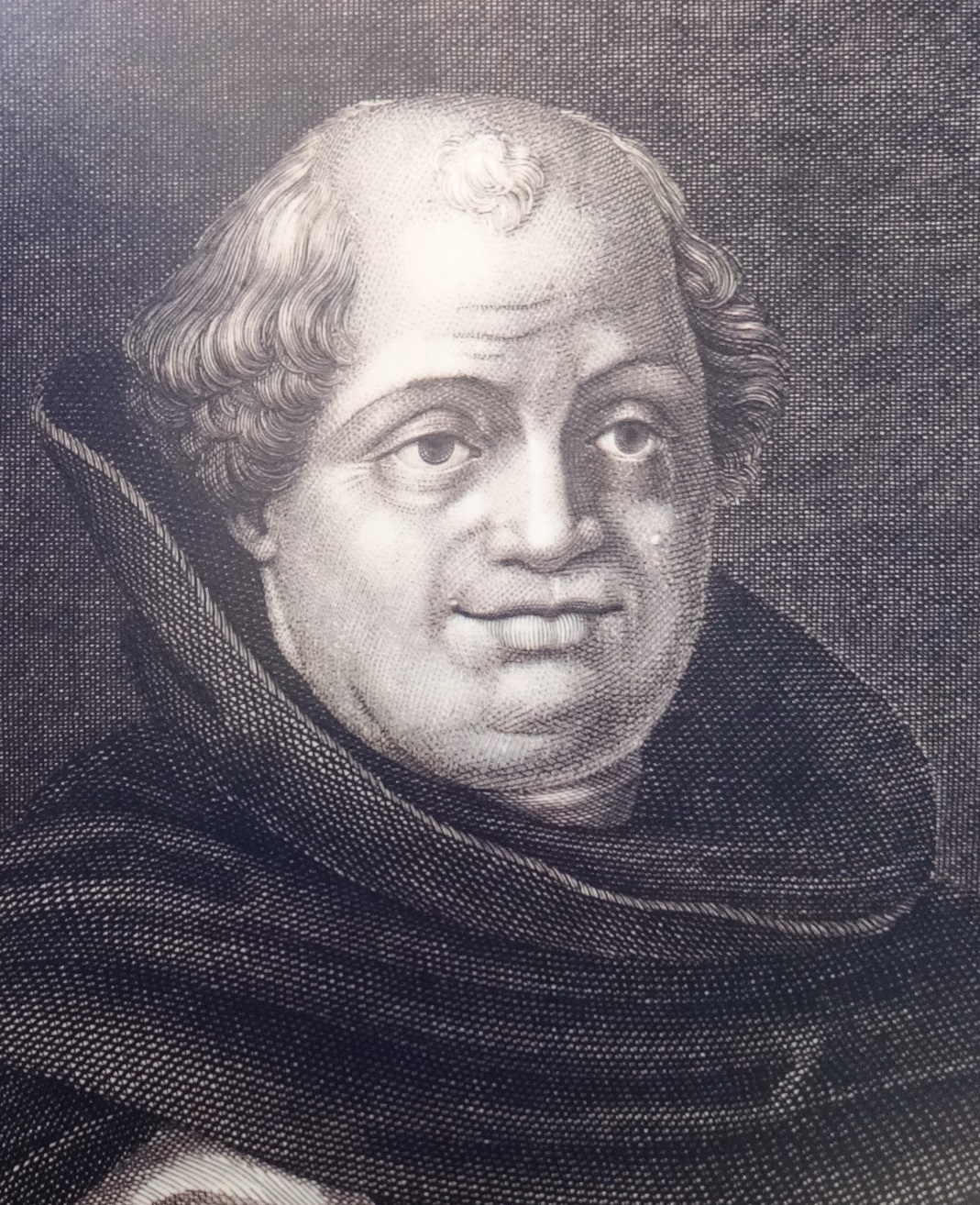
Johann Tetzel

Johann Tetzel (1465-1519) est un prêtre dominicain allemand, surtout célèbre pour les trafics d'indulgences destinées à financer la construction de la basilique Saint-Pierre de Rome. 

## Biographie
Il s'inscrit dans la démarche politique de vente des indulgences organisée par le Saint-Siège pour achever la reconstruction de la basilique Saint-Pierre de Rome, amorcée en 1450. 
En 1515, Léon X relance la vente des indulgences avec l'aide d'Albert de Brandebourg et du célèbre banquier Jakob Fugger. Dans ce contexte, Tetzel met un point d'honneur à écouler un maximum d'indulgences, n'hésitant pas à dépeindre avec grandiloquence les tourments du Purgatoire et les souffrances des pêcheurs.
Tetzel répond en janvier 1518 aux 95 thèses luthériennes (date canonique du 31 octobre 1517) par plus de cent anti-thèses. Ses positions anti-luthériennes ne l'empêchent pas d'être rudement rabroué par sa hiérarchie que ses méthodes dérangent. Il est notamment célèbre pour ces deux vers de 1515 qu'on lui attribue d'ordinaire : 
Sitôt que sonne votre obole,
Du feu brûlant l'âme s'envole.
Il est l'une des figures du catholicisme qu'on oppose traditionnellement à Luther, tout comme Johannes Eck.

## Au cinéma
La figure de Tetzel apparaît dans le film Luther (2000), réalisé par Eric Till, où on le voit prêcher avec violence, en haranguant la foule. Dans cette scène, il serre la main sur une torche durant de longues secondes, ce qui terrifie la foule présente.